# Jonas Bronck

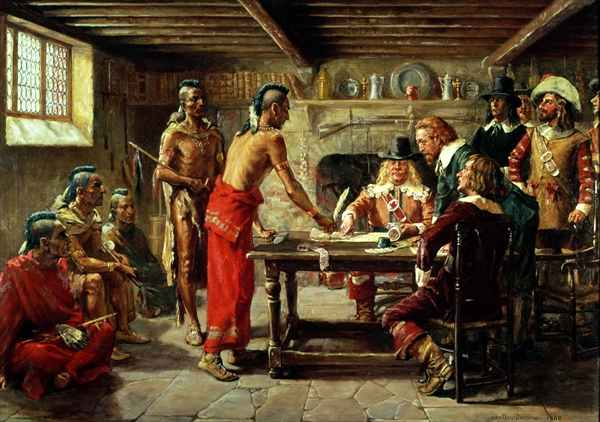
Unterzeichnung des Friedensvertrages mit den Lenape am 22. April 1642 in Jonas Broncks Haus Emaus in Neu Amsterdam

Jonas Jonasson Bronck (* um 1600 in Komstad, Småland; † 1643) war 1638 der erste europäische Siedler an der Mündung des Hudson River (heute Bundesstaaten New York und New Jersey). Nach ihm ist die Bronx (ursprünglich The Bronck’s Land), ein Stadtbezirk von New York City benannt. 1642 wurde in seinem Gehöft im Gebiet der heutigen Bronx, das er Emaus nannte, ein Friedensvertrag zwischen den niederländischen Behörden und den dort ansässigen Lenape-Indianern unterzeichnet.
Über viele Jahrzehnte kursierten verschiedene Vermutungen, welcher Herkunft Bronck war:

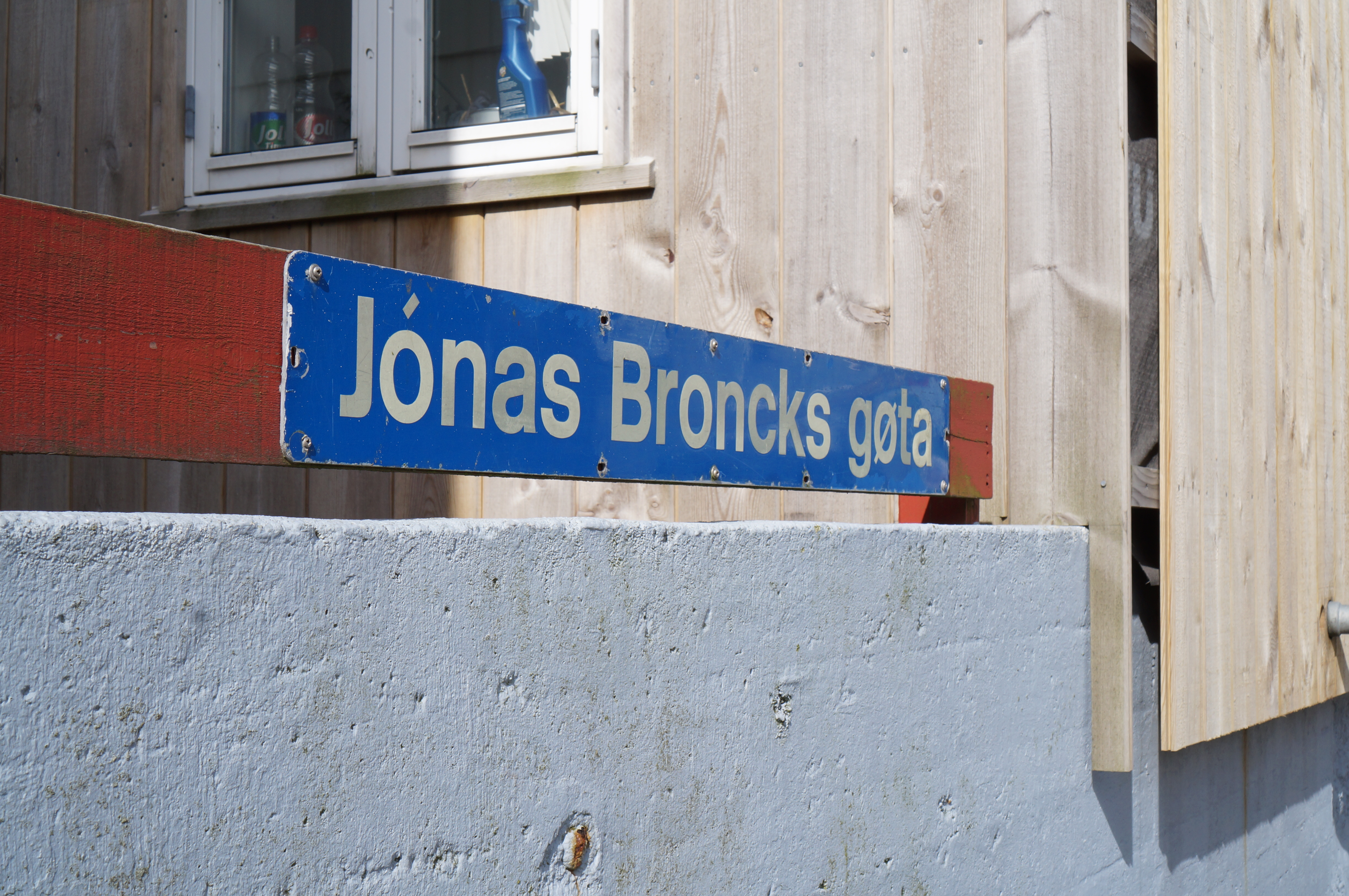
Jónas Broncks gøta, Tórshavn, Färöer

Nach inzwischen widerlegter Ansicht vieler Färinger war er ein Landsmann, der nach Amerika ausgewandert ist. In der färöischen Hauptstadt Tórshavn ist die Straße Jónas Broncks gøta nach ihm benannt, und dort wurde er nicht nur als Sohn der Stadt angesehen, sondern auch als „erster New Yorker“. Unter dem Namen Johannes Martini Farinsulanus (oder auch: Hans Mortensen [von den Färöern]) war 1619 ein Theologiestudent in Roskilde (Dänemark) eingeschrieben. Als dessen Eltern wird das färöische bzw. dänische Priesterehepaar Billu und Morten Jespersen Brunck (auch: Jespersøn) aus Tórshavn genannt.
Am plausibelsten widerlegte zuletzt der US-amerikanische Genealoge Brian G. Andersson die These vom Färinger Broncks als Namensgeber der Bronx, indem er darlegte, dass der Siedler am Hudson River in einer Verlobungsurkunde als Jonas Jonasson auftaucht. Jonasson kann nicht der Sohn des Morten (also Mortensen) sein. Auch verstarb der Färinger Morten Jespersen Brunck bereits am 15. August 1583, fast siebzehn Jahre vor dem erforschten Geburtsdatum des Jonas Bronck vom Hudson River.
Heute gilt als gesichert, dass Bronck über Holland aus seiner Heimat Komstad (heute in der Gemeinde Sävsjö, Småland) kam. Verschiedene Quellen erwähnen einen Jonas Jonasson Bronck als ersten Siedler in der Gegend des heutigen New York, wobei er mal als Skandinavier, mal als Holländer identifiziert wird. Das ließe sich dadurch erklären, dass der Schwede, wie in einigen Quellen angegeben, zunächst in die Niederlande ausgewandert sein soll.